# Franz Krammer (Theologe)
Franz Krammer (* 3. Dezember 1748 in Gayring; † 22. Oktober 1818 in Gran) war ein österreichischer Theologe, Domherr und Hochschullehrer.

## Leben
Über die Lebensgeschichte von Krammer sind wenige Details bekannt. Krammer studierte Theologie und Philosophie in Wien. Er wurde zunächst 1771 Professor für Kirchengeschichte am Seminar in Raab, zehn Jahre später 1781 Professor der Dogmatik und Patristik in Ofen. Von dort ging er weiter nach Preßburg. Dort kam er an das Theologische Seminar und wurde 1796 Stadtpfarrer und Domherr am Preßburger Martinsdom. 1802 ging er schließlich als Domherr an den Dom St. Adalbert nach Gran. Er musste sich früher als gewöhnlich aus gesundheitlichen Gründen von der Lehrtätigkeit zurückziehen, publizierte aber weiter Schriften.

## Publikationen (Auswahl)
- Institutiones historiae literariae theologiae, 2 Bände, 1783–1785.
- Institutiones historiae literariae theologiae dogmaticae, 1787.
- Fragmenta historico-dogmatica de Christiani solius salvifici dogmatis fundamento, 6 Bände, 1791–1818.